# PlayStation VR

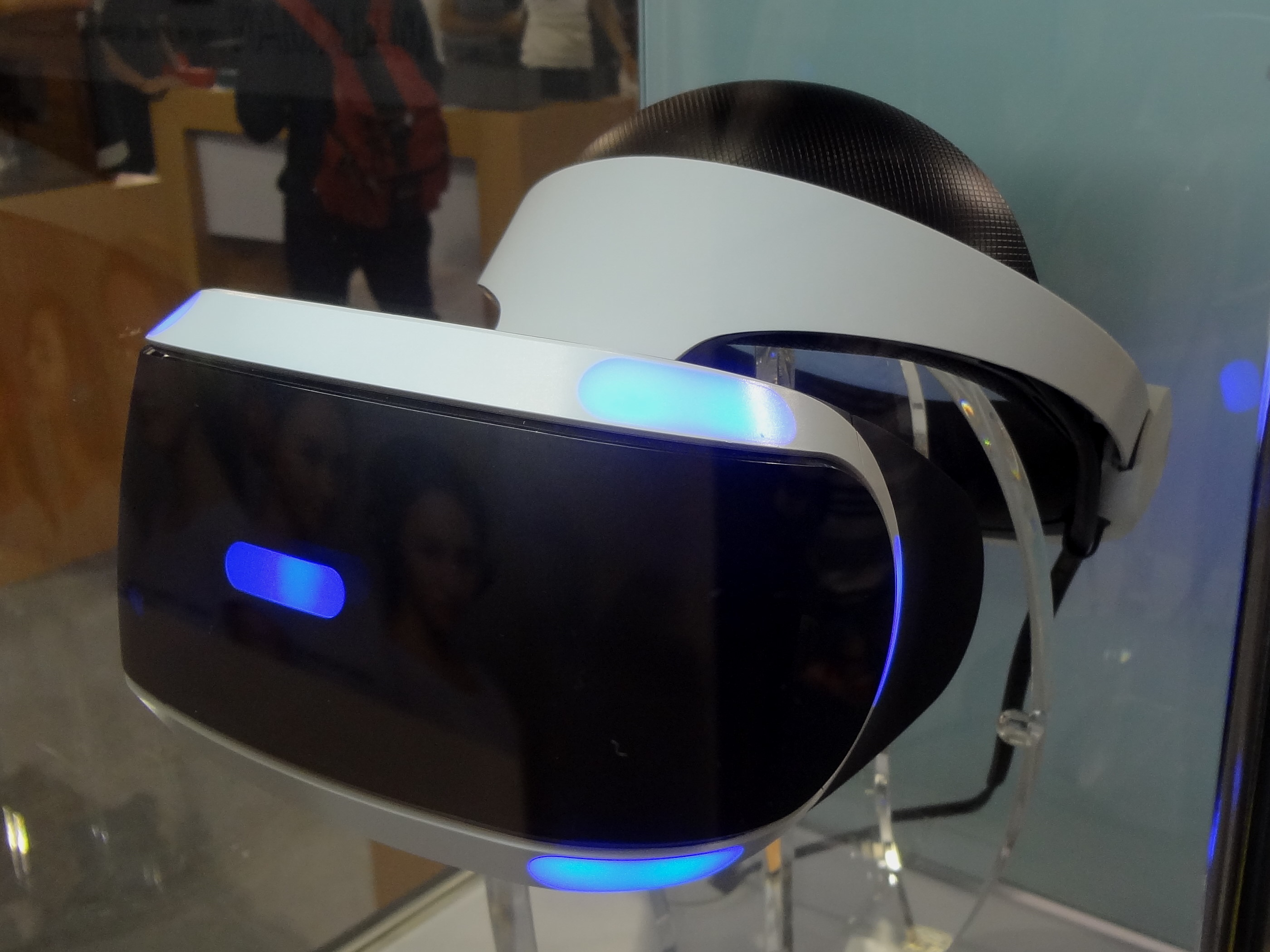
PlayStation VR

PlayStation VR, znám pod přezdívkou Project Morpheus během vývoje, je headset pro virtuální realitu vyvíjený společností Sony Interactive Entertainment.
Byl vytvořený pro herní konzoli PlayStation 4 a je kompatibilní i s novější PlayStation 5. Systém PlayStation VR může současně přenášet obraz do headsetu PlayStation VR i na televizní obrazovku, přičemž televizor buď zrcadlí obraz zobrazený na headsetu, nebo zobrazuje samostatný obrázek pro konkurenční nebo kooperativní hratelnost. Jako ovladač při hraní s tímto headsetem může být použit ovladač DualShock 4 anebo PlayStation Move který byl pro hraní s PlayStation VR vytvořen.
PlayStation VR má 5,7palcový OLED displej (14,478 centimetrů) s rozlišením 1080 pixelů. Headset má také zabudovanou výpočetní jednotku která zpracovává obraz pro televizi a 3D zvuk pro který je na headsetu 3,5mm vstup pro sluchátka. Headset má také na sobě devět LED světel pro PlayStation Cameru která díky tomu dokáže zjistit pozici hlavy.
Do 5. června 2017 bylo prodáno více než jeden milion kusů.